# سومنانج ألينا
سومنانج ألينا (من مواليد 24 فبراير 2001) عارضة أزياء وحاملة لقب ملكة جمال كمبودية بعدما تفوقت على 24 متنافسة وتوجت بمسابقة ملكة جمال الكون كمبوديا 2019. تقدمت ألينا بطلب عام 2018 مع 24 مرشحًا آخر. في مقابلة، سُئلت عن سبب استحقاقها للفوز.
| سومنانج ألينا | أعتقد أنني أستحق التاج لأنني أؤمن بجمالي ومعرفتي. لكنني أعتقد أن جميع المرشحين كانوا منافسين رائعين لأنهم كانوا أيضًا جميلين للغاية ودراية. لقد تماشينا جيدًا و قضينا وقتًا ممتعًا. على الرغم من أنني كنت من أصغر المتسابقين ، إلا أن الفجوات العمرية لم تفرقنا حقًا. | سومنانج ألينا |

سوف تمثل كمبوديا في مسابقة ملكة جمال الكون 2019.

## نشأتها
ولدت ألينا ونشأت في بنوم بنه. هي طالبة في السنة الأولى في جامعة باناساسترا في كمبوديا وتخصصت في العلاقات الدولية.